# Strongylosoma stigmatosum
Strongylosoma stigmatosum är en mångfotingart som först beskrevs av Karl Eichwald 1830.  Strongylosoma stigmatosum ingår i släktet Strongylosoma och familjen orangeridubbelfotingar. Inga underarter finns listade i Catalogue of Life.